# Makoto Ozone
Makoto Ozone (小曽根真 Ozone Makoto?,  Kobe, 25 de marzo de 1961) es un pianista de jazz japonés.

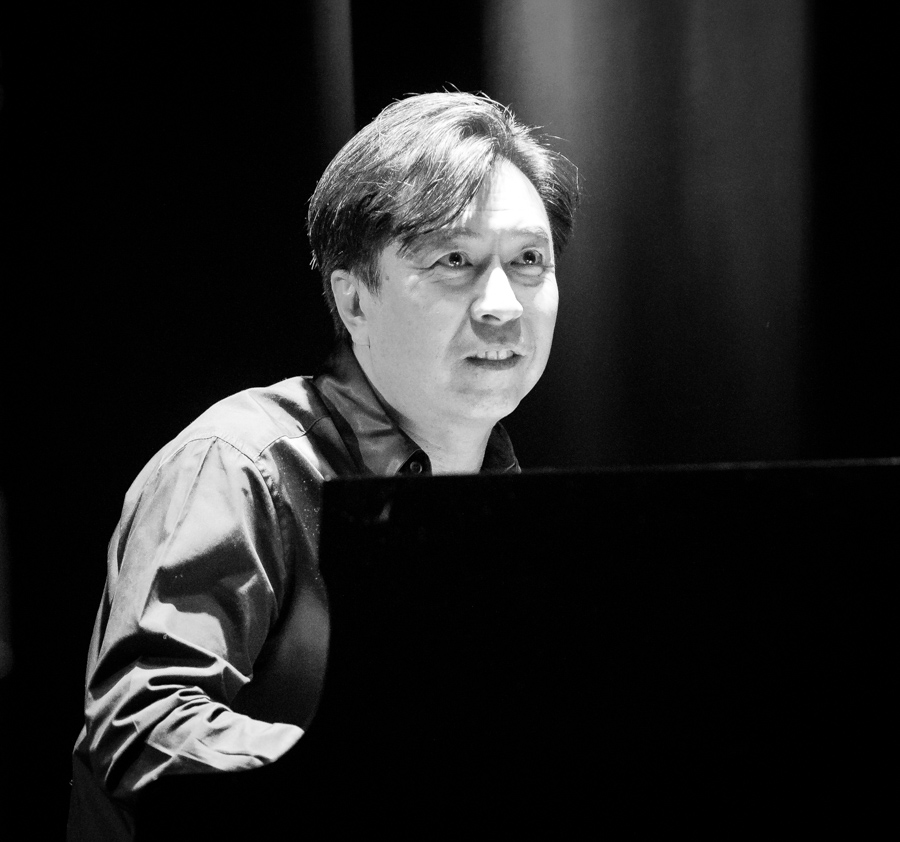
Makoto Ozone, Cosmopolite Oslo 2017

Empezó tocando el órgano a la edad de dos años y a los siete ya improvisaba. Apareció en la televisión japonesa con su padre entre los años 1968 y 1970. A los 12 años cambió de instrumento para tocar el piano, luego de haber sido impresionado por los discos de Oscar Peterson. En 1980 entró a la Escuela de música Berklee en donde fue compañero del cantante argentino Pedro Aznar y más tarde trabajó con Gary Burton. 
Makoto Ozone ha colaborado con la voaclista Kimiko Itoh. Ellos se presentaron como un duo en el Festival de Jazz de Montreux, además de haber producido él el disco de la vocalista Kimiko, que ganó el premio de vocalistas japoneses 2000 Swing Journal.